# ألفونسو بينافايدز
ألفونسو بينافايدز (بالإسبانية: Alfonso Benavides) هو راكب الكنو إسباني، ولد في 9 مارس 1991 في بوينسا في إسبانيا.

## وصلات خارجية
- ألفونسو بينافايدز على موقع الاتحاد الدولي للكانو (الإنجليزية)
- ألفونسو بينافايدز على موقع اللجنة الأولمبية الدولية (الإنجليزية)
- ألفونسو بينافايدز على موقع أوليمبيديا (الإنجليزية)